# أحمد نبيل الهلالي
ولد أحمد نبيل الهلالي، المعروف بـ«قديس اليسار المصري» في أغسطس عام 1922 وحصل على شهادة في القانون عام 1949 وعمل في المحاماة. وهو نجل آخر رئيس للوزراء في العهد الملكي، أحمد نجيب الهلالي.
وعُرف أحمد نبيل الهلالي بالدفاع عن حقوق الفلاحين والعمال والحريات، وأبرزها قضايا المعتقلين الإسلاميين في الثمانينات والتسعينات من القرن الماضي. وانضم منذ 1948 إلى الحركة الشيوعية المصرية، وكان أحد أركان الحركة الديموقراطية للتحرر الوطني(حدتو) .

## الإعتقال
اعتقل مرتين خلال عهد الرئيس المصري الراحل جمال عبد الناصر، الأولى عام 1959 واستمر سجنه خمس سنوات، ثم عام 1965 أربع سنوات.

## تأسيس حزب الشعب الإشتراكي
أسس حزب الشعب الاشتراكي عام 1987، بعد خلافات مع الحزب الشيوعي على مواضيع الإسلاميين والتحالف مع النظام المصري.

## مؤلفاته
- «حرية الفكر والعقيدة، تلك هي القضية».
- «اليسار الشيوعي المفترى عليه ولعبة خلط الأوراق».

## وفاته
توفي في 18 يونيو 2006 عن 84 سنة.